# Damernas truppmångkamp i rytmisk gymnastik vid olympiska sommarspelen 2012
Damernas truppmångkamp i rytmisk gymnastik vid olympiska sommarspelen 2012 avgjordes den 9-12 augusti 2012 för 72 gymnaster från totalt 12 nationer. Tävlingarna hölls i Wembley Arena.

## Medaljörer
| Gren            | Guld | Silver | Brons                                                                                                  |
| Mångkamp, trupp | Ryssland Ksenia Dudkina Alina Makarenko Uliana Donskova Anastasia Bliznjuk Karolina Sevastjanova Anastasia Nazarenko | Belarus Marjna Hantjarova Anastasia Ivankova Natalija Lesjtjyk Aliaksandra Narkevitj Ksenia Sankovitj Alina Tumilovitj | Italien Elisa Blanchi Romina Laurito Marta Pagnini Elisa Santoni Anzhelika Savrayuk Andreea Stefanescu |

## Resultat
| Placering | Gymnast | 5 Boll | 5 Boll | 3 Käglor, 2 Tunnband | 3 Käglor, 2 Tunnband | Totalt |
| Placering | Gymnast | Poäng  | Straff | Poäng                | Straff               | Totalt |
| --------- | --- | ------ | ------ | -------------------- | -------------------- | ------ |
| 1         | Ryssland Anastasia Bliznjuk Uliana Donskova Ksenia Dudkina Alina Makarenko Anastasia Nazarenko Karolina Sevastjanova     | 28.375 |        | 28.000               |                      | 56.375 |
| 2         | Italien Elisa Blanchi Romina Laurito Marta Pagnini Elisa Santoni Anzhelika Savrayuk Andreea Stefanescu                   | 28.100 |        | 27.700               |                      | 55.800 |
| 3         | Belarus Marjna Hantjarova Anastasija Ivankova Natalija Lesjtjyk Aliaksandra Narkevitj Ksenija Sankovitj Alina Tumilovitj | 27.900 |        | 26.850               |                      | 54.750 |
| 4         | Bulgarien Reneta Kamberova Mihaela Marvska Tsvetelina Naydenova Elena Todorova Hristiana Todorova Katrin Vekova          | 27.250 |        | 27.375               |                      | 54.625 |
| 5         | Spanien Loreto Achaerandio Sandra Aguilar Elena López Lourdes Mohadeno Alejandra Quereda Lidia Redondo                   | 27.150 |        | 27.400               |                      | 54.550 |
| 6         | Ukraina Olena Dmjtrasj Jevgenija Gomon Valeriia Gudjm Viktoriia Lenjsjyn Viktoriia Mazur Svitlana Prokopova              | 27.050 |        | 27.100               |                      | 54.150 |
| 7         | Israel Moran Buzovski Viktoriya Koshel Noa Palatchy Marina Shults Polina Zakaluzny Eliora Zholkovski                     | 26.500 |        | 26.600               |                      | 53.100 |
| 8         | Japan Natsuki Fukase Airi Hatakeyama Rie Matsubara Rina Miura Nina Saeedyokota Kotono Tanaka                             | 26.725 |        | 26.300               | 0.40                 | 53.025 |
| 9         | Grekland Eleni Doika Alexia Kyriazi Evdokia Loukagkou Stavroula Samara Vasileia Zachou Marianthi Zafeiriou               | 25.875 |        | 26.000               |                      | 51.875 |
| 10        | Tyskland Mira Bimperling Judith Hauser Nicole Müller Camilla Pfeffer Cathrin Puhl Sara Radman                            | 24.500 |        | 25.150               | 0.05                 | 49.650 |
| 11        | Kanada Katrina Cameron Rose Cossar Alexandra Landry Anastasiya Muntyanu Anjelika Reznik Kelsey Titmarsh                  | 24.050 |        | 23.975               |                      | 48.025 |
| 12        | Storbritannien Georgina Cassar Jade Faulkner Francesca Fox Lynne Hutchison Louisa Pouli Rachel Smith                     | 24.150 |        | 23.850               | 0.05                 | 48.000 |

### Final
| Placering | Gymnast | 5 Boll | 5 Boll | 3 Käglor, 2 Tunnband | 3 Käglor, 2 Tunnband | Totalt |
| Placering | Gymnast | Poäng  | Straff | Poäng                | Straff               | Totalt |
| --------- | --- | ------ | ------ | -------------------- | -------------------- | ------ |
| 1         | Ryssland Anastasia Bliznjuk Uliana Donskova Ksenia Dudkina Alina Makarenko Anastasia Nazarenko Karolina Sevastjanova     | 28.700 |        | 28.300               |                      | 57.000 |
| 2         | Belarus Marjna Hantjarova Anastasija Ivankova Natalija Lesjtjyk Aliaksandra Narkevitj Ksenija Sankovitj Alina Tumilovitj | 27.825 |        | 27.675               |                      | 55.500 |
| 3         | Italien Elisa Blanchi Romina Laurito Marta Pagnini Elisa Santoni Anzhelika Savrayuk Andreea Stefanescu                   | 28.125 |        | 27.325               | 0.20                 | 55.450 |
| 4         | Spanien Loreto Achaerandio Sandra Aguilar Elena López Lourdes Mohadeno Alejandra Quereda Lidia Redondo                   | 27.400 |        | 27.550               |                      | 54.950 |
| 5         | Ukraina Olena Dmjtrasj Jevgenija Gomon Valeriia Gudjm Viktoriia Lenjsjyn Viktoriia Mazur Svitlana Prokopova              | 27.200 |        | 27.175               |                      | 54.375 |
| 6         | Bulgarien Reneta Kamberova Mihaela Marvska Tsvetelina Naydenova Elena Todorova Hristiana Todorova Katrin Vekova          | 27.950 |        | 26.425               |                      | 54.375 |
| 7         | Japan Natsuki Fukase Airi Hatakeyama Rie Matsubara Rina Miura Nina Saeedyokota Kotono Tanaka                             | 27.000 |        | 27.100               |                      | 54.100 |
| 8         | Israel Moran Buzovski Viktoriya Koshel Noa Palatchy Marina Shults Polina Zakaluzny Eliora Zholkovski                     | 26.725 |        | 26.675               |                      | 53.400 |